# Tistronskärsbådarna
Tistronskärsbådarna är öar i Finland. De ligger i Norra kvarken och i kommunen Vasa i landskapet Österbotten, i den västra delen av landet. Öarna ligger nära Vasa och omkring 380 kilometer nordväst om Helsingfors.
Arean för den av öarna koordinaterna pekar på är 2,2 hektar och dess största längd är 240 meter i sydöst-nordvästlig riktning.